# Lathrostizus alpicola
Lathrostizus alpicola là một loài tò vò trong họ Ichneumonidae.